# Villeperrot
Villeperrot település Franciaországban, Yonne megyében. Lakosainak száma 296 fő (2022. január 1.). Villeperrot Gisy-les-Nobles, Villenavotte, Saint-Denis-lès-Sens, Cuy, Nailly, Pont-sur-Yonne és Saint-Sérotin községekkel határos.

## Népesség
A település népessége az elmúlt években az alábbi módon változott:
| Lakosok száma | 323  | 320  | 323  | 322  | 321  | 324  | 310  | 296  |
|               | 2013 | 2015 | 2017 | 2018 | 2019 | 2020 | 2021 | 2022 |